# Erythrolamprus sagittifer
Erythrolamprus sagittifer är en ormart som beskrevs av Giorgio Jan 1863. Erythrolamprus sagittifer ingår i släktet Erythrolamprus och familjen snokar.
Denna orm förekommer södra Bolivia, västra Paraguay och fram till centrala Argentina. Habitatet utgörs av savanner och gräsmarker. Individerna har främst groddjur och ödlor som föda. Honor lägger ägg.
För beståndet är inga hot kända. Hela populationen antas vara stabil. IUCN listar arten som livskraftig (LC).

## Underarter
Arten delas in i följande underarter:
- E. s. modestus
- E. s. sagittifer